# Elasmus solis
Elasmus solis är en stekelart som beskrevs av Girault 1940. Elasmus solis ingår i släktet Elasmus och familjen finglanssteklar. Inga underarter finns listade i Catalogue of Life.